# 大松寺 (横須賀市)

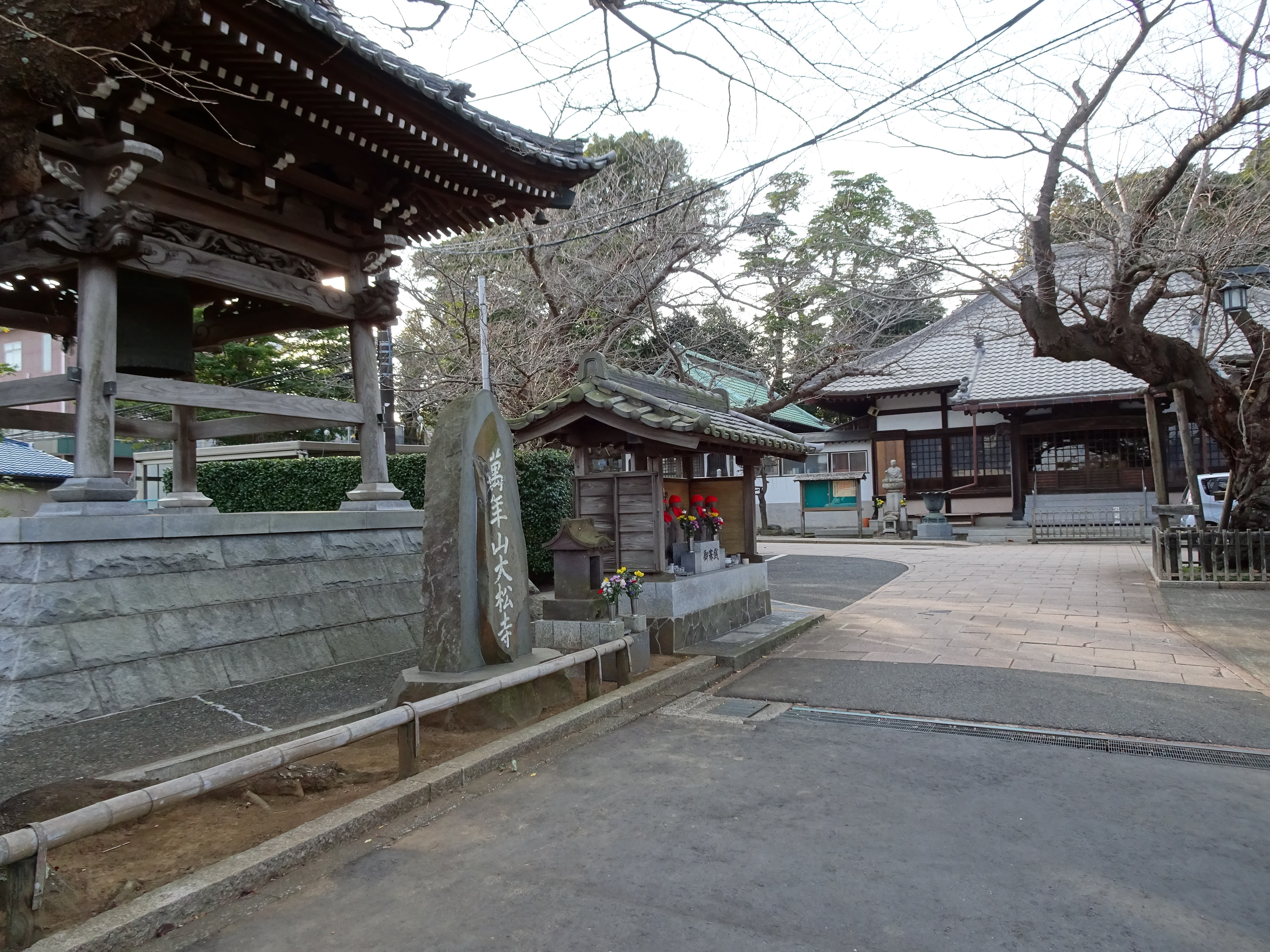
鐘楼

大松寺（だいしょうじ）は、神奈川県横須賀市にある曹洞宗の寺院。

## 歴史
鎌倉時代初期、稲毛重成の開基である。『新編相模国風土記稿』にも記載されているが、稲毛氏は元々武蔵国橘樹郡北部（現・神奈川県川崎市北部）にあった稲毛荘に由来しており、なぜ縁も所縁もない相模国三浦郡の当地に寺を創建したのかは不明である。一説によれば、重成を誅殺した三浦義村が三浦氏の根拠地である衣笠城の近くに、重成の菩提を弔うために建てられたとしている。当寺では由来等を記した古文書を失っているため、真相は不明である。

## 文化財
- 大松寺林（神奈川県指定天然記念物 昭和51年8月20日指定） - 寺域の斜面に残されている森林。その一部は防風林として、この土地の潜在自然植生の主要構成種が植樹されたものであり、これらが現在自然林的相観および組成を示し、総体として安定した林相（イノデータブノキ群集）を保っている[2]。
- 洛中洛外図屏風（横須賀市指定有形文化財 昭和47年3月30日指定）[3]

## 交通アクセス
- 路線バス衣笠山公園停留所より徒歩8分。